# قصص منشأ القوط
كانت هناك العديد من القصص الأصلية للشعوب القوطية (بالإنجليزية: Origin stories of the Goths) التي سجلها المؤلفون اللاتينيون واليونانيون في أواخر العصور القديمة (حوالي القرن الثالث والثامن الميلادي)، وهذه القصص لا تتعلق بدراسة الأدب فحسب، بل وأيضاً من قِبَل المؤرخين الذين يبحثون عن أدلة على أحداث تاريخية حقيقية تورط فيها القوط وغيرهم من الشعوب المذكورة في هذه القصص.
وتأثرت الروايات الأولى للأصول القوطية بالتعليقات الإنجيلية، وافتراض أن القوط كانوا على صلة بالشعوب التي عاشت في وقت سابق في نفس المنطقة شمال البحر الأسود ونهر الدانوب السفلي، وخاصة الجيتاي، والسكوثيين. أهم ثلاثة من تاريخ القوط الباقين على قيد الحياة في أواخر العصور القديمة هي تلك التي من قبل جوردانيس، إيزيدور من إشبيلية، وبروكوبيوس، على الرغم من أن جوردانيس ركزت بشكل خاص على التاريخ المفترض لعشيرة أمل، وبروكوبيوس ركزت بشكل أقل على الأصول المبكرة من الاثنين الآخرين.
تم تصنيف جيتيكا جوردانيس من بين أهم الأمثلة على جنس أوريغو (أصل شعب) نوع الأدب كما يفهم على سبيل المثال من قبل المؤرخ هيرويغ ولفرام، ولكن ما إذا كان ينبغي وصف هذه الفئة على أنها نوع، على سبيل المثال من قبل والتر غوفارت، بسبب شكوك أن المؤلفين فهموا أنفسهم على أنهم يتبعون نموذجا تقليديا مشتركا.

## القوط مثل السكيثيين وجيتا وأحفاد مأجوج
عاش القوط والشعوب القوطية الأخرى مثل الغيبيديين، يعيشون شمال حدود الإمبراطورية الرومانية على نهر الدانوب السفلي في منطقة كانت موطنًا سابقا لجيتاي، داسيون، والسارماتيين، وقبل ذلك بكثير من قبل السكثيين. تضمنت كل هذه القصص ذات الأصول القوطية عناصر ربطت القوط على الأقل ببعض هؤلاء السكان السابقين في «سكيثيا».
بالفعل في النصف الأول من القرن الثالث، أشار ديكسيبوس، الذي لم ينجو تاريخه إلا في أجزاء صغيرة، إلى القوط في عصره على أنهم سكيثيون، على الرغم من أنه لم يكن ينوي بالضرورة التأكيد على أن لديهم أصولًا مشتركة من الأجزاء الباقية.
كان العلماء المسيحيون الأوائل، أمبروز (حوالي 340-397)، وأوروسيوس (حوالي 375-420) وجيروم (حوالي 347-420)، أولى المبررات الباقية بشأن معادلة القوط والسكيثيين أو جيتاي. ساوى أمبروز بين السكيثيين والقوط مع يأجوج ومأجوج التوراتيين، البرابرة الذين يأتون من أقصى الشمال، حيث توجد جُزر.
يوضح أمبروز في كتابه De Fide II.xvi أن «يأجوج» حاكم «ماجوج» الذي ورد ذكره في كتاب إزيكيل كان يمثل «القوط»، الذي تنبأ به الكتاب المقدس باعتباره غازيًا من الشمال، تعال على ظهور الخيل كجيش عظيم سيهزم. كان يأجوج ومأجوج أيضًا مرتبطين بالجزر لأن الله «يرسل نارًا على مأجوج، ومن بينهم الذين يسكنون بلا مبالاة في الجُزر».
ووفقاً لما ذكره آرني إس كريستنسن، أحد سلائف معادلة أمبروز للقوط مع الإنجيليين، وكان مأجوج هو جوسيفوس (توفي حوالي عام 100)، الذي ساوى بين السكوثيين وبين أحفاد مأجوج، الذي فهمه على أنه شخص وليس بلداً. كان هذا على أساس مأجوج الذي يظهر في كتاب التكوين. وهناك صلة بين هذا التكوين الموروث عن أسلاف مأجوج، وبين نبوءة يأجوج من إزيكيل، الذي حكم دولة تدعى مأجوج، أو «يأجوج ومأجوج» من القرن الأول الميلادي نفسه كتاب نبوءة الكشف. مهد هذا الطريق لكتاب آخرين لربط القوط، كما السكيثيين، بأسلاف السكيثيين الذين وصفهم جوزيفوس، على الرغم من أن جيروم نفسه لم يفعل ذلك.
يعد أوروسيوس من أوائل الكتاب الذين ساوموا القوط بالسكيثيين، حيث أدرجهم مع الهون والألانس على أنهم «سكوثيين» في عصره.
جيروم، مثله مثل أوروسيوس المعاصر، ساوى بين القوط وجيتاي في وقت سابق، لكنه لم يساويهم بـيأجوج ومأجوج. صرح جيروم على وجه التحديد أن هذا أمر قام به العلماء قبله وأوروسيوس. لكن القديس جيروم رفض على وجه التحديد معادلة القوط مع يأجوج ومأجوج. (ورغم ذلك، يعتقد هيرويج ولفرام أنه بهذا التأكيد «ربما اخترع تعريف القوط باسم جيتاي».) يقول معاصرهم، القديس أوغسطين، أنه لا ينبغي قراءة يأجوج ومأجوج كما كان أمبروز، كقوط، ولكن يُنظر إليهم على أنهما يمثلان شعوب في جميع أنحاء العالم، وليس أي شعوب بربرية محددة.
وكان كاتب آخر في أواخر القرن الرابع والذي كان يطلق عليه عادة اسم القوط جيتاي هو الشاعر كلوديان (توفي حوالي عام 404).
بعد ذلك بوقت طويل، اقترح إيزيدور من إشبيلية (توفي 636)، في كتابه تاريخ القوط، أن ارتباط القوط بمأجوج في إزيكيل لابد وأن يكون قد افترضه المؤلفون السابقون بسبب التشابه في الصوت بين «يأجوج» و «القوطي». وعلى نحو مماثل، لاحظ أن كلمة السكوثيين (باليونانية: Skuthoi) كانت مشابهة أيضًا لاسم القوط. لم يرى إيزيدور أن هذه التشابهات في الأسماء هي خيوط خاطئة، معتقدًا أن هذه تشير إلى الأصول الحقيقية للقوط.

## بروكوبيوس
أطلق بروكوبيوس على القوط لقب "Getae" دون إعطاء أي تبرير معين لذلك. والأكثر غرابة، أنه تجنب استخدام مصطلح السكوثيين للقوط، والذي استخدمه كمصطلح أكثر عمومية. وبدلاً من ذلك، أكد أن الشعوب القوطية، التي لم يُدرج من بينها القوط فحسب، بل أيضًا القوطيون والفانداليون، كانت ذات يوم من السارماتيين، وأيضًا الميلانشليني القديم الأقل شهرة أو «العباءات السوداء». وصف هيرودوت هؤلاء الأشخاص على وجه التحديد بأنهم شعب غير السكوثيين، عاش ذات مرة بعيدًا جدًا عن اليونانيين، أكثر من السكثيين في عصره. كتب بروكوبيوس أن بعض الناس أطلقوا على الشعوب القوطية اسم «شعب جيتان». كانوا جميعًا متشابهين المظهر، أريان بالدين (في القرن السادس) وتحدثوا بلغة معروفة لدى بروكوبيوس باسم اللغة القوطية.

## جوردانيس
على غرار الروايات القديمة، جيتيكا جوردانيس تساوي القوط إلى جيتاي، ويعتقد أنهم ينحدرون من السكوثيين، مع أصول قديمة في أقصى الشمال. لمعادلته مع جيتاي والقوط، حتى في عنوان عمله، استشهد صراحةً بسلطة أوروسيوس. كان جوردانيسس قد قرأ جوزيفوس ورأى على ما يبدو أن سرده لأصول السكوثيين كأحفاد للكتاب المقدس في علم التكوين متوافقًا مع روايته الخاصة، على الرغم من أنه تساءل عن سبب عدم تسمية جوزيفوس للقوط تحديدًا وإعطاء المزيد من التفاصيل.
ولكن بشكل مختلف عن قصص الأصول القوطية الأخرى، فإن أقدم الأجزاء في السرد القوطي تحمل على الأقل مكانين شماليين دقيقين حيث عاش أسلاف القوط قبل أكثر من ألف عام.
العلماء غير متأكدين من الأصول الدقيقة للتفاصيل المختلفة لقصص هجرة جوردانيس، ومناقشة مدى تأثير الأساطير القوطية الحقيقية أو دراسة كبار المؤلفين المسيحيين والوثنيين عليها. ويذكر جوردانيس نفسه، في مقدمات كتابه رومانا وجيتيكا، يذكر أن مشروعه في كتابة جيتيكا تضمن القراءة الأولى لتاريخ القوط المفقود الآن، والأكبر من ذلك بكثير (12 مجلدًا) للقوط الذين كتبهم كاسيودوروس، في إيطاليا. وبالفعل، طلب منه أحد الأصدقاء اختصاره. قال إنه تمكن من الوصول إليه لمدة ثلاثة أيام.
في عهد جوردانيس، عاش القوط بشكل رئيسي في الإمبراطورية الرومانية نفسها أو بالقرب منها. وأبلغ عن العديد من أوطان الأجداد في رواية الهجرة التي امتدت على مدى آلاف السنين.

### سكاندزا
تشكل الأجزاء الافتتاحية للجيتيكا ضغطًا كبيرًا حول الجزيرة الشمالية الكبيرة في بحر البلطيق المعروفة باسم «سكاندزا» إلى جوردانيس. لقد فهم العلماء الحديثون أنه كان يقصد شبه جزيرة إسكندنافيا. وفقًا لجوردانيسس (94 السابع عشر، 25 الرابع)، غادر القوط هذه الجزيرة في قاربين، إلى جانب قارب واحد من جيبيدز، قبل عام 2030 من 540، أو 1490 قبل الميلاد.
لقد تأثر جوردانيس على ما يبدو بالقصص السابقة التي أثرت في الكتاب المقدس من أصل سكوثييني، خلق سردًا مؤثرًا في هذا الجزء حيث سكاندزا كان «رحم الأمم»، مدعيًا أن العديد من الدول قد انتشرت من هناك بأعداد كبيرة. كما يقدم قائمة رائعة من الشعوب الذين اعتقد جوردانيس أنهم عاشوا في سكاندزا خلال فترة وجوده. ولقد أشير إلى أنه (مثل معاصريه بروكوبيوس، وكاسيودورس السابق) كان مهتمًا بجمع المعلومات عن المناطق الشمالية.
يمكن العثور على اسم «سكاندزا» في الجغرافيين اليونانيين الأوائل مثل بليني الأكبر وبطليموس، ويذكر جوردانيس صراحة أنها استخدمت مثل هذه المصادر. وهذا يثير احتمالية أن جوردانيس استخدم اسمًا من قراءته للمؤلفين الرومان واليونانيين، من أجل إضافة تفاصيل إلى فكرة قديمة عن أصل شمالي للسكيثيين.

### منطقة فيستولا
بعد سكاندزا، يقول جوردانيس إن القوط عاشوا في منطقة نهر فيستولا، والتي يشير إليها جوردانيس باسم جوثيسكاندزا. كتب جوردانيس أنه في عام 1490 قبل الميلاد، كان يقودهم ملك يُدعى بيريج في سفينتين، واستقروا في مكان يعتقد جوردانيس أنه كان يُسمى جوثيسكاندزا في عصره. استقر الجبيديون الذين سافروا وراءهم في سفينة أخرى على جزيرة في فيستولا كانت تسمى سابقًا سبسيس، ثم أطلق عليها فيما بعد اسم جيبيدويوس (96 السابع عشر). وفقًا لجوردانيس، عاش القوط هناك لعهود حوالي 5 ملوك، بدءًا من حوالي 1490 قبل الميلاد، وهي فترة قبل جوردانيس بفترة طويلة، وقبل فترة طويلة من وجود الإمبراطورية الرومانية.
وفقًا لجوردانيسس، انتقل القوط بعد ذلك للاستيلاء على المنطقة الساحلية حيث عاش أولميروجي. وقد اقترح المؤرخون الحديثون أن هذا الاسم قد يشير إلى روجي، الذي ذكره المؤلف الروماني تاسيتوس أنه يعيش في هذه المنطقة حوالي 100 بعد الميلاد. كان أحد جيران هؤلاء الأشحاص الذين ذكرهم تاسيتوس هم الغوتونيون، الذين يبدو أن اسمهم مشابه تمامًا لبعض أشكال اسم القوطي في لغتهم الخاصة. ذكر بطليموس أيضًا هذه الجوتونات ووضعها بالقرب من فيستولا. وهذا من جديد يثير التساؤل عما إذا كان جوردانيس (أو مصدر له) قد طور هذا الجزء من الرواية استناداً إلى أعمال رومانية قديمة.
في حالة الجوتون الذين ذكرهم بليني الأكبر وتاسيتوس وبتوليمي، في حين أن جوردانيس ربما كان مناسبًا لتكييف أعمال المؤلفين الأكبر سنًا، وباستخدام التسلسل الزمني غير المعقول، يعتقد العديد من المؤرخين أن هناك علاقة حقيقية بينهم وبين القوط. ليس فقط الاسم، ولكن أيضًا الأدلة الأثرية تفضل الفكرة. وعلى وجه الخصوص، هناك أوجه تشابه بين ثقافة فيستولا ويلبارك، والتي يُعتقد أنها شملت الغوتونيون، وثقافة تشيرنياخوف الأوكرانية، التي يعتقد أنها شملت الشعوب القوطية الموروثة عن أسلاف جوردانيس ومعاصريه.
من بين العلماء الذين يقبلون وجود علاقة بين القوط الفيستولا والقوطية، هناك مجموعة واسعة من الآراء حول التفاصيل. وعلى وجه الخصوص، حول ما إذا كان عدد كبير من الأشخاص قد انتقلوا، وإذا كان الأمر كذلك، ما إذا كانوا قد بقوا معًا كمجموعة عرقية واحدة مستمرة.
ويبدو أن جوردانيس استخدم أيضا مصادر معاصرة على دراية بالجغرافيا الشمالية. على سبيل المثال، يقول إن جوثيساندزا لا يزال يحمل نفس الاسم (الرابع 25)، وجزيرة سبيسيس في جيبيد كانت تقطنها في وقته الخاص فيفيداري غير المعروف على الإطلاق، والذي وصفه بأنه خليط من مختلف الشعوب (السابع عشر 96).

### سكيثيا ونهر الدانوب السفلي
قبل ارتباطهم بروما، يصف جوردانيس (38 الخامس) القوط بأنهم تحركوا بين أجزاء مختلفة من سيثيا وداسيا، وكلها شمال نهر الدانوب والبحر الأسود.
• أولًا، كانت أويوم منطقة خصبة في سكيثيا حيث قاتل القوط وهزموا السكان السابقين في لتلك المنطقة، وهم سبالي (وهو الشعب الذي ذكر بليني الأكبر على ما يبدو أنه يعيش على نهر الدون أو بالقرب منه). كان جوردانيس يعتقد أن القوط قد وصلوا لأول مرة مع جيش وعائلات في جزء خصب محدد من سيثيا، كشعب واحد. على وجه التحديد، يقول جوردانيس أن «أويوم» كان اسمها لسكيثيا، أو هذا الجزء الخصب منها.
• ثانيًا، سارعوا إلى منطقة قريبة من بحر آزوف («بحيرة مايوتيس»). يحدد جوردانيس أنه بعد هزيمة السبالي، سارع القوط إلى وطنهم الجديد في سيثيا. ويذكر جوردانيس أن هذا الجزء من روايته يتفق مع عمل مؤرخ مفقود من للقوط يدعى أبلابيوس، و (في تعليق مشهور) «الأغاني القوطية القديمة، والتي تكاد تكون تاريخية بطبيعتها». يصف جوردانيس (الخامس) هذه المنطقة بأنها منعطف لبحر آزوف، بين نهري دنيبر ودونو. وأثناء إقامتهم الطويلة هنا، كان من المفترض أن يخوض هؤلاء القوط السلاجقة معارك ضد الإمبراطوريتين المصرية والشرقية الوسطى، وأنشأوا إمبراطورية متوسطة، وأصبح بعض القوط أسلاف البارثيين (الخامس-السادس). لقد تحولت بعض النساء القوطيات، عند حملهن، إلى الأمازون واحتفظن بممالك آسيا لمدة عام تقريبًا قبل أن يعودن إلى القوط (السابع).
• ثالثًا، عاشوا لفترة طويلة جدًا في مويسيا وثراسيا وداسيا، وهي مناطق توجد بالقرب من نهر الدانوب السفلي والبلقان، وعلى الحدود مع العالم اليوناني الروماني. في هذه الفترة، ساوى جوردانيس بين القوط والداقية التاريخية وجيتاي، قبل زمن جوردانيس بوقت طويل. يذكر على سبيل المثال (التاسع) أنه في زمن حرب طروادة، حكم القوط (الآن جيتي) مملكة في مويسيا. وُصِف الملك الثراسي في القرن الخامس قبل الميلاد سيتالسيس بأنه ملك قوطي (X 66). كما يؤكد جوردانيس (39 الخامس) على العديد من الملوك المهمين الذين جعلوا القوط أكثر حكمة: زيوتا، وديسينوس، وزلموكسيس. تم الإبلاغ عن زلموكسيس كآلهة جيولوجية من قبل هيرودوتس في القرن الخامس قبل الميلاد. كان سترابو يعتقد أن زالموكسيس كان عبدًا لبيثاغوراس، وذكر ديكانوس كتلميذ داتشيان عاش في وقت لاحق من ملك داتشيان بوريبيستا، ويوضح جوردانيس أنه يقصد نفس الشخص، على الرغم من التسلسل الزمني المستحيل. حدد جوردانيس حتى أن النظام القوطي لـ «كابيلاتي» أو الرجال ذوي الشعر الطويل، تم إنشاؤه من قبل هذا ديسينيوس، وأن القوانين التي وضعها للقوط كانت لا تزال موجودة في عصره.
• أخيرًا، يقول جوردانيس إن القوط انتقلوا شرقًا إلى المنطقة الواقعة شمال البحر الأسود («بونتوس»). هذه منطقة أبلغت عنها المصادر الرومانية واليونانية في القرنين الثالث والرابع.
لا يعتبر التسلسل الزمني لجوردانيس واقعيًا.